# Cirilo Guaynora
Cirilo Guaynora est un corregimiento de la comarque indigène Emberá-Wounaan, au Panama. En 2010, la localité comptait 2 197 habitants.
Son nom vient du propriétaire du terrain qu'il a donné pour fonder la communauté d'Unión Chocó.